# Theotima fallax
Theotima fallax är en spindelart som beskrevs av Fage 1912. Theotima fallax ingår i släktet Theotima och familjen Ochyroceratidae. Inga underarter finns listade i Catalogue of Life.